# التبريد بعد الفتح
التبريد بعد الفتح هو عبارة عن تعليمات حول كيفية تبريد حاويات/عبوات المنتجات التجارية الغذائية المحفوظة بعد فتحها وكذلك المحتويات المعرضة للهواء الطلق.
عادةً مايتم حفظ الأطعمة الرطبة باستخدام التعليب والتفريغ من الهواء قبل غلق العبوة لقتل البكتيريا والعفن ومنع نموهما عن طريق إزالة الأكسجين الموجود داخل العبوة، أما المنتجات الجافة فغالبًا ما تُحفظ باستخدام الحرارة وملء الفراع الداخلى لوعاء تخزينها بغاز نبيل خامل كغاز النيتروجين.

## أهمية التبريد بعد الفتح
وبمجرد فتح العبوة للإستهلاك يتعرض المنتج على الفور لأكسجين الغلاف الجوي وجزيئات الغبار التي تحتوي على البكتيريا وجراثيم العفن؛ ويتم فقدان جميع أشكال الحماية التي وفرتها عملية الحفظ على الفور، وفي درجة حرارة الغرفة يبدأ نمو العفن والبكتريا على الفور ويمكن أن تؤدي درجات الحرارة الأكثر دفئًا إلى زيادة معدل النمو بشكل كبير مما يؤدي إلى تدهور سريع في المنتج الغذائي.
ونمو تلك الكائنات الحية يمكن أن يؤدي إلى تراكم المواد البكتيرية السامة في المنتجات الغذائية مثل البوتولين (سمين البوتيولينام) الذي تؤدي إلى التسمم الغذائي أوالمرض أوالوفاة.
لذا فإن تبريد المنتج الغذائي إلى درجة حرارة فوق درجة التبريد في الثلاجة مطلوب لإبطاء نمو هذه الكائنات الحية؛ وهذا التبريد يمكن أن يسمح للأغذية أن تبقى صالحة للأكل لمدة تصل إلى أسبوعين بعد فتحها.
ويعتبر مجرد فك غطاء منتج غذائي مفرغ من الهواء وكسر ختمه كافيًا للسماح باستئناف نمو البكتيريا والعفن؛ وكذلك إذا ما وُجد كسر بالغطاء فبالرغم من تسرب كمية قليلة من الهواء إلا أنها تكون كافية لتسمح بالنمو البطيء للبكتيريا  وحدوث التعفن.
لذا فإن إحكام ختم الغطاء مهم للغاية للحفاظ على سلامة المنتج الغذائي؛ وهذا هو السبب في أن معظم المنتجات الغذائية المحفوظة بغطاء عُلوي تستخدم غطاءًا معدنيًا مقببًا يصدر صوتًا مسموعًا عند فتح الحاوية، ويتم تثبيت القبة من خلال تفريغ الهواء وختم الغطاء ولن يصدر صوت فرقعة عندما يتم الضغط على حاوية مغلقة بشكل صحيح، كما تستخدم العبوات الزجاجية التي إذا ما فتحت العبوة مرة واحدة يتكون فراغ في العبوة فينتفخ الغطاء إلى اعلى إذا أعُيد غلقها مرة آخرى مما يساعد على كشف حالات الغش .و تزود العبوة بميزة أمان آخرى هي لسان الغطاء المطاطي الخارجي والذي يشير وضعه العمودي إلى سلامة إغلاق العبوة (إذا كان اللسان متجه للأسفل يعني إن العبوة محكمة الإغلاق).